# Gaertnera longifolia
Gaertnera longifolia é uma espécie de planta da família Rubiaceae. É endêmica em Maurícia e seu hábitat natural são regiões subtropicais ou tropicais de secas florestas. Está ameaçada por perda de hábitat.